# Schmalwasser (Lutter)
Das Schmalwasser ist ein 10,6 Kilometer langer, starker Heidebach am Ostrand des Naturparks Südheide, im Süden der Lüneburger Heide.

## Geographie

### Verlauf
Der Bach entspringt bei Blickwedel, wendet sich südwärts, nimmt links den Räderbach auf und mündet im Dorf Bargfeld der Gemeinde Eldingen von links und Nordosten in die Lutter.
Die Erzählung Die Wasserstraße von Arno Schmidt (1964) hat als Schauplatz eine Wanderung schmalwasseraufwärts.

### Nebenflüsse

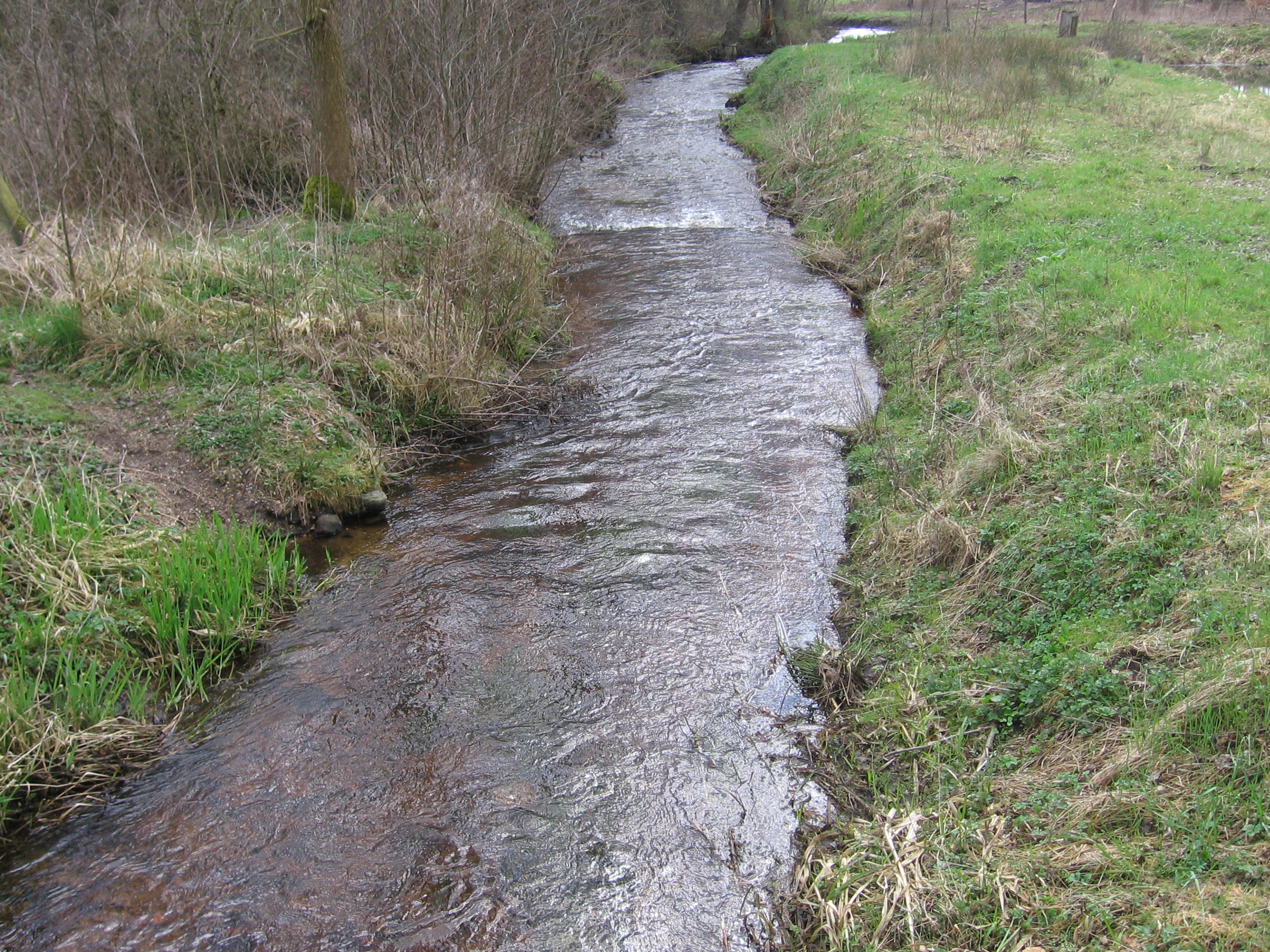
Schmalwasser bei Bargfeld.